# HO 축척

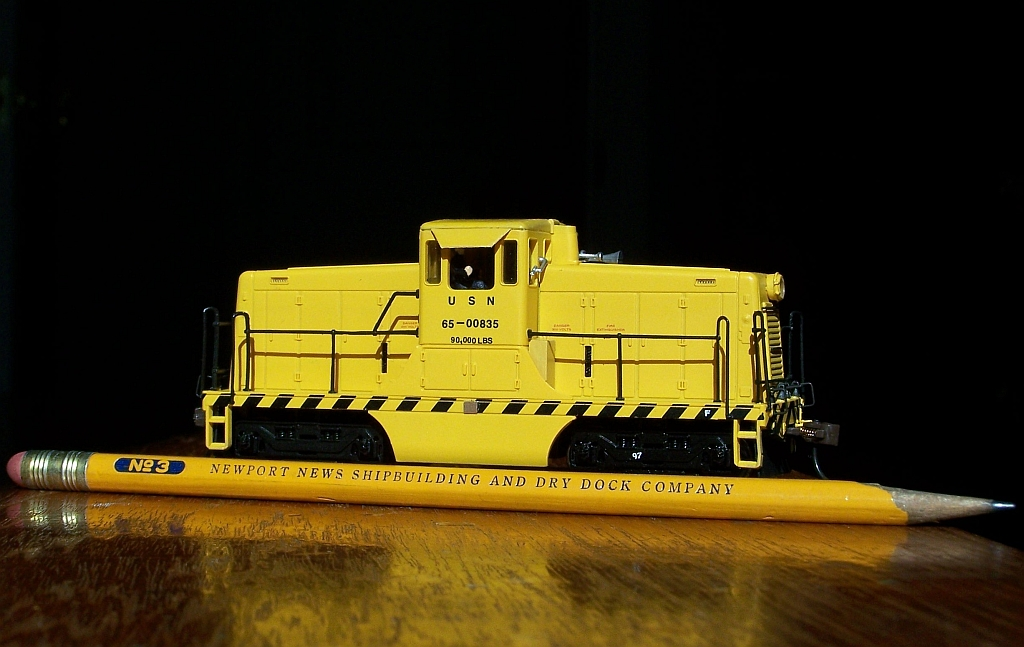
크기 비교를 위해 연필과 함께 표시된 바흐만이 제작한 중앙 입환용 기관차의 HO 축척(1:87) 모델.

HO 축척, HO 스케일(HO scale) 또는 간단히 HO 또는 H0는 1:87 축척(3.5mm ~ 1피트)을 사용하는 철도 운송 모델링 축척이다. 이는 세계에서 가장 인기 있는 모형 철도 규모이다. HO에서 1,435mm(4피트 8+1⁄2인치) 표준궤 선로와 열차를 모델링하기 위해 레일은 16.5mm(0.650인치) 간격으로 떨어져 있다.
HO라는 이름은 원래 1900년경 메르클린이 도입한 더 오래되고 더 큰 0, 1, 2, 3 게이지 시리즈 중 가장 작은 O 스케일의 절반인 1:87 축척에서 유래되었다. 영어 사용자들은 이 척도를 "하프제로(half-zero)" 또는 "H제로(H-zero)"로 지칭하는 대신 일관되게 /eˈtʃ oʊ/로 발음하고 일반적으로 HO 문자로 표기한다. 다른 언어에서는 문자 H와 숫자 0(제로)으로 표시된다. 독일어에서는 [ha: 'nʊl]로 발음된다.

## 같이 보기
- 미니어처 분더란트